# Isabella Maria de Parma
Prințesa Isabella de Parma (31 decembrie 1741 – 27 noiembrie 1763) arhiducesă de Austria, infantă a Spaniei, a fost fiica infantelui Felipe al Spaniei, Duce de Parma și a soției lui Prințesa Louise-Élisabeth a Franței, fiica cea mare a regelui Ludovic al XV-lea al Franței și a reginei Maria Leszczyńska. Bunicii paterni erau Filip al V-lea al Spaniei (nepot al regelui Ludovic al XIV-lea al Franței) și a doua sa soție, Elisabeta de Parma.

## Primii ani

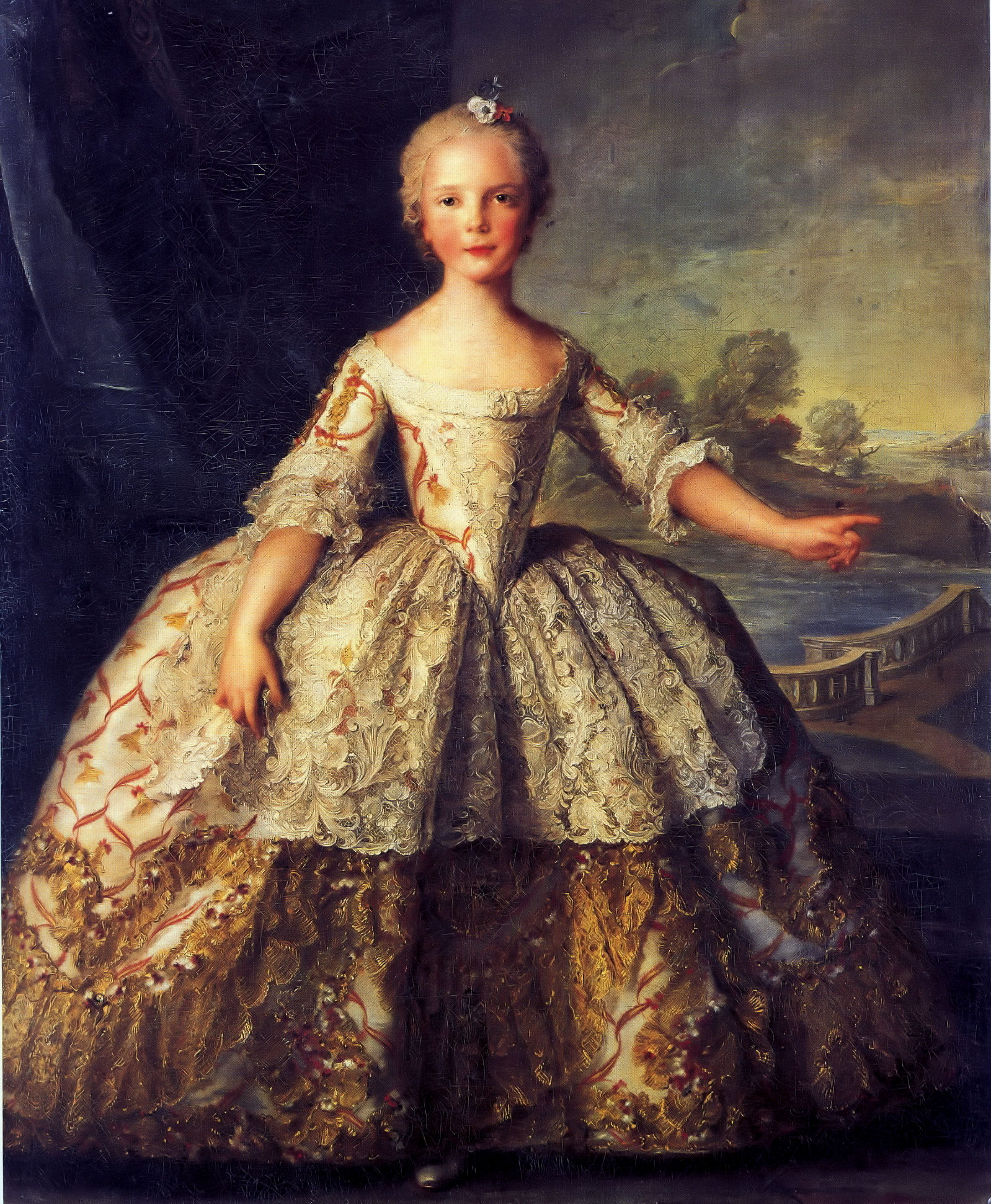
Isabella de Bourbon, 1749.

Născută la Buen Retiro Palace în Madrid, a fost infantă a Spaniei și a crescut la Curtea bunicului ei, Filip al V-lea al Spaniei. A avut doi frați:
- Ferdinando Maria Filippo Lodovico Sebastiano Francesco Giacomo de Parma (1751–1802) - i-a succedat tatălui său ca Duce de Parma în 1765 și s-a căsătorit cu cumnata surorii sale, Arhiducesa Maria Amalia a Austriei. A avut copii.
- Luisa Maria Teresa Ana de Parma (1751–1819) - cunoscută sub numele Maria Luisa. S-a căsătorit cu vărul ei, viitorul Carol al IV-lea al Spaniei. A avut copii.

## Prințesă de Parma
Bunica paternă a Isabellei aparținea Casei de Farnese care conducea Ducatul de Parma, Piacenza și Guastalla de multe generații. Ducatul a fost condus între 1731 și 1736 de unchiul ei Carol, însă acesta, după războiul polonez de succesiune a renunțat la Ducat în favoarea Celor Două Sicilii. Doisprezece ani mai târziu, prin Tratatul de la Aix-la-Chapelle (1748), Austria a pierdut Ducatul, Filip a devenit noul Duce și a fondat Casa de Bourbon-Parma. Ca rezultat, Isabella a rămas infantă a Spaniei și a devenit și prințesă de Parma. Când tatăl ei a devenit Duce de Parma, familia s-a mutat în Ducat, în nordul Italiei.
Isabella a învățat să cânte la vioară, a citit cărți scrise de filosofi și teologi ca Jacques-Bénigne Bossuet sau John Law. Uneori devenea melancolică și, după decesul mamei în 1759, era adesea preocupată de gânduri despre moarte.
În 1759 Isabella și-a pierdut mama, care în acel moment era în Franța, la Palatul Versailles și complota pentru a obține un teritoriu mai bun pentru a-l conduce. Relația dintre mamă și fiică nu a fost bună; ducesa a fost rece față de Isabella și a arătat un favoritism clar față de fiica ei mai mică, Maria Luisa.

## Căsătoria
Mama ei a comunicat cu puternica Maria Tereza a Austriei, care a promis mamei ei tronul din Țările de Jos. Această idee nu s-a materializat niciodată, dar fiica ei mai mare, s-a căsătorit cu fiul Mariei Tereza. La 6 octombrie 1760, la vârsta de 18 ani, Isabella s-a căsătorit cu Iosif, Arhiduce de Austria, moștenitor al monarhiei habsburgice]. Isabella a cucerit repede curtea de la Viena cu frumusețea și inteligența ei.
Ea și sora lui Iosif, Arhiducesa Maria Christina, au devenit repede prietene foarte bune. Isabella și Iosif au avut doi copii:
- Arhiducesa Maria Theresia a Austriei (20 martie 1762 - 23 ianuarie 1770);
- Arhiducesa Marie Christine a Austriei (1763).

Marie Christine (numită după cumnata ei) a murit la naștere iar Isabella a murit câteva zile mai târziu de variolă la Palatul Schönbrunn. Fiica ei Maria Theresia a murit la vârsta de aproape opt ani în ianuarie 1770 de pneumonie.
În 1765, socrul ei, Francisc I, Împărat Roman, a murit iar soțul ei i-a succedat sub numele de împăratul Iosif al II-lea.